# Premier snark de Loupekine
Le premier snark de Loupekine est, en théorie des graphes, un graphe 3-régulier possédant 22 sommets et 33 arêtes.

## Propriétés

### Propriétés générales
Le diamètre du premier snark de Loupekine, l'excentricité maximale de ses sommets, est 4, son rayon, l'excentricité minimale de ses sommets, est 3 et sa maille, la longueur de son plus court cycle, est 5. Il s'agit d'un graphe 3-sommet-connexe et d'un graphe 3-arête-connexe, c'est-à-dire qu'il est connexe et que pour le rendre déconnecté il faut le priver au minimum de 3 sommets ou de 3 arêtes.

### Coloration
Le nombre chromatique du premier snark de Loupekine est 3. C'est-à-dire qu'il est possible de le colorer avec 3 couleurs de telle façon que deux sommets reliés par une arête soient toujours de couleurs différentes mais ce nombre est minimal. Il n'existe pas de 2-coloration valide du graphe.
L'indice chromatique du premier snark de Loupekine est 4. Il existe donc une 4-coloration des arêtes du graphe telle que deux arêtes incidentes à un même sommet soient toujours de couleurs différentes. Ce nombre est minimal.

### Propriétés algébriques
Le groupe d'automorphismes du premier snark de Loupekine est un groupe d'ordre 12 isomorphe au groupe diédral D6, le groupe des isométries du plan conservant un hexagone régulier. Ce groupe est constitué de 6 éléments correspondant aux rotations et de 6 autres correspondant aux réflexions. 
Le polynôme caractéristique  de la matrice d'adjacence du premier snark de Loupekine est : {\displaystyle (x-3)(x-2)(x+2)^{3}(x^{2}+2x-2)(x^{3}-3x+1)^{2}(x^{3}-2x^{2}-x+1)^{2}(x^{3}+x^{2}-4x-2)}.